# Franz Xaver von Leibes
Franz Xaver von Leibes (* 3. Dezember 1753 in Würzburg; † 19. Februar 1828 ebenda) war ein deutscher römisch-katholischer Geistlicher und Hochschullehrer.

## Leben
Franz Xaver von Leibes wurde 1771 in das Würzburger Priesterseminar aufgenommen. Nach seinem Studium der Theologie, das er mit seiner Promotion zum Baccalaureus der Theologie am 16. August 1776 abschloss, erhielt er am 18. Juli 1778 das Lizenziat der Theologie. Nach seiner Priesterweihe am 20. Dezember 1777 wurde er Kooperator in Randersacker und erhielt darauf eine Berufung zum Kaplan in Ettleben und im Julius-Spital in Würzburg. Kurz darauf wurde er Hofkaplan beim Salzburger Priesterseminar.
Am 13. Juli 1785 wurde er von Fürstbischof Franz Ludwig von Erthal zum Professor der Dogmatik an der Theologischen Fakultät der Universität Würzburg ernannt. Im darauffolgenden Jahr erhielt er am 20. September 1786 seine Berufung zum Hofkaplan; am 13. April 1789 wurde ihm die Präbende im Kollegiatstift Neumünster verliehen. Am 11. Oktober 1789 wurde er Regens des Priesterseminars und am 11. Dezember 1789 zum Geistlichen Rat ernannt. Im März 1802 erfolgte seine Aufnahme in das Kapitel und im April 1802 seine Wahl zum letzten Dechanten vor der Säkularisation im Stift Neumünster. Am 31. Mai 1802 wurde er zum Wirklichen Geheimen Rat ernannt.
Er vermachte der Anstalt für Epileptische in Würzburg 1000 Gulden.

## Ehrungen und Auszeichnungen
- Franz Xaver von Leibes war Apostolischer Protonotar.
- 1789 wurde er Geistlicher Rat.
- 20. März 1808 erhielt er von Großherzog Ferdinand III. das Ritterkreuz zum St. Josephs-Orden.

## Schriften (Auswahl)
- Franz Oberthür; Franz Leibes; Franz Ernst Nitribitt: Dogmaticae et Polemicae Pars Vna Theologia Revelata Quam In Alma Wircebvrgensivm Vniversitate ; Wircebvrgi In Avditorio Theologico Die XVI. Avgusti MDCCLXXVI. Horis Matvtinis. Würzburg 1776.
- Franz Oberthür; Franz Leibes: Dissertatio Exponens Qvorvndam Ex Patribvs Graecis Apologetarum Ivstini, Tatiani, Athenagorae, Theophili Antiocheni, Et Hermiae De Praecipvis Religionis Christianae Dogmatis Sententiam: Vna Cvm Thesibvs Ex Vniversa Theologia. Würzburg 1778.